# Procatopus websteri
Procatopus websteri es una especie de pez de la familia de los pecílidos en el orden de los ciprinodontiformes.

## Distribución geográfica
Se encuentran en África: Gabón.